# Rejseholdet
Rejseholdet (Unit One, título internacional) é uma série de televisão de suspense  dinamarquesa criada por Peter Thorsboe. É estrelada por Charlotte Fich, Mads Mikkelsen e Lars Brygmann. Foi produzida pela DR, e exibida ao longo quatro temporadas entre 2000 e 2004, abrangendo 32 episódios.

## Enredo
A série gira em torno de uma força-tarefa da elite da polícia móvel chamada "Unit One", que viaja em torno da Dinamarca para ajudar a polícia local a solucionar crimes. Casos retratados em cada um dos episódios foram baseados em incidentes reais, tais como assassinatos, sequestros, tráfico sexual transfronteiriça e pornografia infantil. 

## Elenco
- Charlotte Fich ... Ingrid Dahl
- Mads Mikkelsen ... Allan Fischer
- Lars Brygmann ... Thomas La Cour
- Waage Sandø ... Jens Peter "I.P." Jørgensen
- Erik Wedersøe ... Ulf Thomsen
- Trine Pallesen ... Gaby Levin
- Lars Bom ... Johnny Olsen
- Michael Falch ... Jan Boysen
- Sebastian Ottensten ... Tobias
- Lisbet Lundquist ... Kirsten Jørgensen
- Lykke Sand Michelsen ... Gry

## Prêmios
| Ano  | Prêmio                 | Categoria                       | Resultado |
| ---- | ---------------------- | ------------------------------- | --------- |
| 2001 | Copenhagen TV Festival | Melhor drama                    | Venceu    |
| 2002 | Emmy Internacional     | Melhor série dramática          | Venceu    |
| 2002 | Copenhagen TV Festival | Melhor drama                    | Venceu    |
| 2002 | Copenhagen TV Festival | Melhor ator para Mads Mikkelsen | Venceu    |